# Molly Nutley

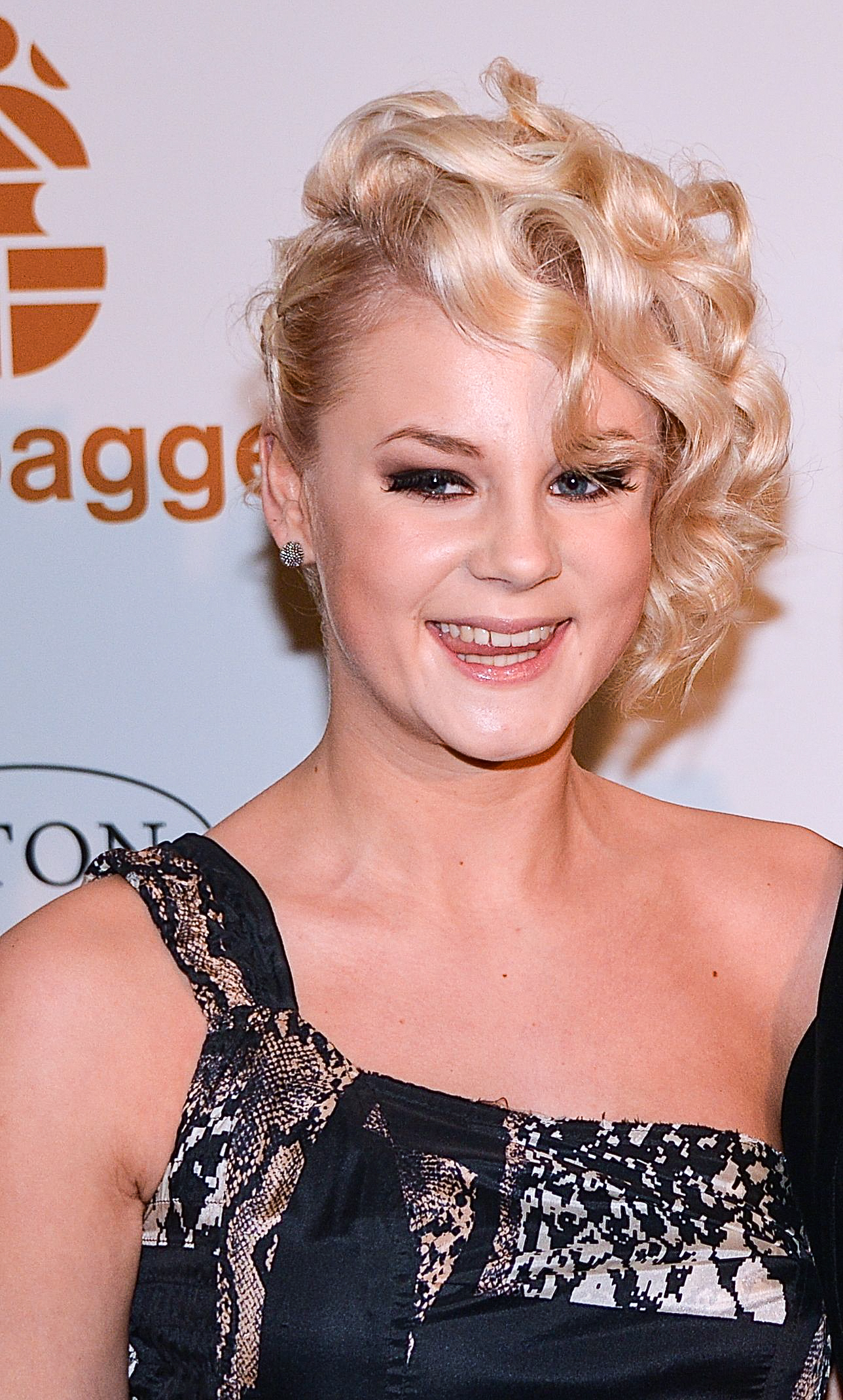
Molly Nutley

Molly Nutley (* 16. März 1995 in Stockholm) ist eine schwedische Schauspielerin.

## Leben und Karriere
Nutley wurde am 16. März 1995 in Stockholm geboren. Sie ist die Tochter Helena Bergström und Colin Nutley. Ihr Debüt gab sie 2009 in dem Film Så olika. Ihre erste Hauptrolle bekam sie in Änglagård – tredje gången gillt. Nutley nahm 2012 bei Let's Dance teil und belegte den zweiten Platz. Von 2014 bis 2016 war sie in Blutsbande zu sehen. Anschließend trat sie in der Serie Eine Hochzeit mit Folgen auf. 2021 spielte sie in dem Film Dancing Queens die Hauptrolle.

## Filmografie (Auswahl)
Filme
- 2009: Så olika
- 2010: Änglagård – tredje gången gillt
- 2013: Julie
- 2015: Beck – Rum 302
- 2015: Alena
- 2017: Vilken jävla cirkus
- 2021: Dancing Queens
- 2022: Feed

Serien
- 2014–2016: Blutsbande
- 2017: Saknad
- 2019–2020: Eine Hochzeit mit Folgen